# Yaginumaella variformis
Yaginumaella variformis är en spindelart som beskrevs av Song D., Chai I. 1992. Yaginumaella variformis ingår i släktet Yaginumaella och familjen hoppspindlar. Inga underarter finns listade i Catalogue of Life.